# Badenium
Das Badenium (auch Baden-Stufe oder Badenien) ist eine regionale chronostratigraphische Stufe im Miozän (Neogen) des zentralen Paratethys-Bereichs. Sie wird in der internationalen Chronostratigraphie mit der Stufe des Langhiums und dem unteren Teil des Serravalliums korreliert. Das Badenium ist demnach in etwa in den Zeitraum von rund 16 bis 13,3 Millionen Jahren zu stellen.
In der zentralen Paratethys – und bis heute im Untergrund vieler tertiärer Sedimentbecken wie dem Pannonischen und dem Wiener Becken – wird die regionale Stufe des Baden von jener des Karpat unterlagert und von den regionalen Stufen des Pannon und Sarmat überlagert. Welche dieser Schichten die mächtigste ist (im Grenzgebiet Österreich-Ungarn meist das Badenium), hängt von den damaligen Sedimentationsbedingungen ab.

## Namengebung und Stratotyp
Die Stufe ist nach Baden bei Wien im südlichen Niederösterreich benannt. Das Stratotyp-Profil liegt bei Sooß, südlich von Baden. Diese Stufe wurde von Adolf Papp und Ján Chicha 1968 vorgeschlagen. Sie fand und findet bei wissenschaftlichen Arbeiten im Bereich der Paratethys fast allgemeine Verwendung.

## Definition
Die untere Grenze der regionalen Stufe ist durch das Erstauftreten von orbulinen Foraminiferen markiert. Sie fällt also mit der Burdigalium-Langhium-Grenze zusammen. Die obere Grenze ist die beginnende Aussüßung der Paratethys. Sie liegt in etwa in der Mitte der internationalen Stufe des Serravalliums.

## Untergliederung
Das Badenium wird in drei Unterstufen unterteilt:
- Kosovium (Oberes Badenium)
- Wielicium (Mittleres Badenium)
- Moravium (Unteres Badenium)